# Homopholis
Homopholis là một chi thực vật có hoa trong họ Hòa thảo (Poaceae).

## Loài
Chi Homopholis gồm các loài: